# Recoropha satanas
Recoropha satanas là một loài bướm đêm trong họ Noctuidae.